# Castello di Neratzia

Il castello di Neratzia è la principale fortificazione della città di Coo, nel Dodecaneso. 
 Costruito sul lembo di terra che separa il porto di Coo dal mare aperto, è la più importante fortificazione costruita lontano da Rodi dai cavalieri ospitalieri al tempo del loro stanziamento nel mar Egeo meridionale (1315-1523). Sulla stessa isola si trova anche un'altra imponente fortificazione, il castello di Antimachia, sempre eretta dagli ospitalieri.
Un castello fu probabilmente eretto nella stessa posizione dai Genovesi prima della condivisione dell'isola con i Cavalieri. Questi ultimi, pur relegando Coo ad un ruolo secondario rispetto a Rodi, non vollero trascurare del tutto le difese dell'isola dai colpi di mano dei turchi. Era comunque chiaro dall'inizio che in caso di attacco generale contro le fortificazioni di Rodi tutte le piazze periferiche dovevano essere abbandonate, a causa del ridotto numero di difensori.
Come d'abitudine, per l'erezione del castello vennero utilizzati elementi di spoglio provenienti dai campi di rovine di epoca greca e romana presenti in abbondanza sul posto. Particolarmente impressionante l'utilizzo di colonne affiancate (provenienti forse da una chiesa paleocristiana) come soffitto nei piccoli vani in cui si aprono le porte delle due cinte fortificate. Un bel fregio ellenistico a festoni e bucrani è stato rimesso in opera al di sopra del portone d'accesso.
La parte interna della fortificazione è il nucleo più antico rimasto in evidenza. Si tratta di un recinto a forma trapezoidale, con robuste e basse torri angolari a pianta circolare, di cui una fu inclusa anche nel tracciato più tardo. Reca stemmi di Gran maestri dell'Ordine, tutti databili all'inizio del XV secolo. Dopo il primo grande assedio di Rodi (1480), nel grandioso programma di ricostruzione delle fortificazioni secondo i nuovi principi della fortificazione alla moderna, fu coinvolto anche il castello di Neratzia, che ricevette una formidabile cinta di mura esterne (le precedenti fortificazioni furono mantenute intatte e funzionali come estremo ridotto) che quadruplicava l'area fortificata. Sulle nuove mura campeggiano le armi dei due ultimi Gran maestri fortificatori dell'Ordine, Pierre d'Aubusson (1476-1503) e Fabrizio del Carretto (1513-1521).
Con la conquista di Rodi nel 1523 e lo spostamento dell'Ordine da Rodi a Malta, l'isola di Coo, anch'essa occupata dai turchi, perse ogni importanza strategica. I turchi non apportarono alcuna miglioria al castello che cadde lentamente in rovina fino alla conquista del Dodecaneso da parte degli italiani a seguito della guerra italo-turca. La nuova amministrazione restaurò pesantemente il castello, e vi raccolse una grande messe di materiale archeologico, ancora oggi visibile in numerose parti del castello, che è oggi visitabile dietro pagamento di un biglietto.